# Ebba Steen
Ebba Steen, född 24 juli 2004 i Malmö, är en svensk fotbollsspelare (målvakt) och fotomodell som för närvarande spelar för Trelleborgs FF, dit hon kontrakterades i december 2023, efter att ha provspelat i november. Säsongen 2023 spelade Steen 23 matcher för Södra Sandby IF i Division 1.
I sin ungdom spelade hon som anfallare.
Steen debuterade i Damallsvenskan den 26 augusti 2024 i en hemmamatch mot Hammarby IF, en match som slutade 8-0 till fördel för Hammarby. Steen hade kontrakt med Trelleborgs FF till slutet av 2024, ett kontrakt som förlängdes med ett år i december 2024.